# Heptaptera
Heptaptera es un género con 2 especies perteneciente a la familia  Apiaceae, se encuentran en China.  Comprende 10 especies descritas y pendientes de ser aceptadas.

## Taxonomía
El género fue descrito por Margot & Reut. y publicado en Mémoires de la Société de Physique et d'Histoire Naturelle de Genève 8: 302. 1839. La especie tipo es: Heptaptera colladonioides Margot & Reut.

## Especies seleccionadas
A continuación se brinda un listado de las especies del género Heptaptera pendientes de ser aceptadas hasta julio de 2013, ordenadas alfabéticamente. Para cada una se indica el nombre binomial seguido del autor, abreviado según las convenciones y usos.

## Especies
- Heptaptera alata (Boiss.) Tutin
- Heptaptera anatolica (Boiss.) Tutin
- Heptaptera angustifolia (Bertol.) Tutin
- Heptaptera anisoptera (DC.) Tutin
- Heptaptera cilicica (Boiss. & Balansa) Tutin
- Heptaptera colladonioides Margot & Reut.
- Heptaptera crenata (Fenzl) Tutin
- Heptaptera macedonica (Bornm.) Tutin
- Heptaptera microcarpa (Boiss.) Tutin
- Heptaptera triquetra (Vent.) Tutin